# Llista de reis de Sikkim

## Reis de Sikkim
- Phuntsog Namgyal 1642-1670
- Tensung Namgyal 1670-1686
- Chador Namgyal 1686-1717
- Gyurmed Namgyal 1717-1733
- Namgyal Namgyal 1733-1780
- Tenzing Namgyal 1780-1793
- Tsugphud Namgyal 1793-1863
- Sidkeong Namgyal I 1863-1874
- Thutob Namgyal 1874-1914
- Sidkeong Namgyal II 1914
- Tashi Namgyal 1914-1963
- Palden Thondup Namgyal 1963-1975